# بیمارستان شهید رضازاده
بیمارستان شهید فرج‌الله رضازاده بیمارستانی است درمانی واقع در شهر قائمیه، شهرستان کوه‌چنار، استان فارس وابسته به دانشگاه علوم پزشکی شیراز با ظرفیت ۳۲ تخت مصوب و ۹ تخت فعال که در سال ۱۳۹۷ شمسی تأسیس گردید.
عملیات ساخت این بیمارستان در سال ۱۳۸۸ در زمینی به مساحت ۲۰۰۰ مترمربع با زیر بنای ۳۷۰۰ مترمربع آغاز شد. بخش‌های موجود در این بیمارستان عبارتند از: اورژانس، جراحی، داخلی، زنان و زایمان، اطفال، زایشگاه، سونوگرافی، رادیولوژی، دیالیز و آزمایشگاه